# Coria TV
Coria TV fue la segunda emisora de televisión local de España y la primera de tipo privado en emitir en territorio español. Su sede estaba en el municipio de Coria en el noroeste de la provincia de Cáceres.

## Historia
Coria TV nació el 11 de marzo de 1983. Su principal artífice fue el industrial Andrés Martín, inspirado en las emisoras locales (también ilegales) que iban surgiendo en Cataluña (la principal en Cardedeu, en 1981), con el fin de promover un campeonato de fútbol infantil y dar un servicio público al pueblo.
La emisora emitía los lunes, miércoles y viernes con el cierre de la Segunda Cadena de Televisión Española, con una programación consistente en Telecoria, un servicio informativo local; un programa sobre el pueblo o espectáculos varios (un desfile de moda a favor de un viaje de fin de curso del instituto de Enseñanza Media "Medina Cauria"–actual IES Alagón–, programas musicales), y una película.

## Medios técnicos
El estudio-plató de la emisora (la trastienda) era pequeño (12 m²), y el equipo técnico consistía en dos vídeos, dos cámaras, un telecine, un proyector de super-8, dos amplificadores de sonido y un mezclador, más cintas de vídeo (casi 3000 pesetas –70 euros actuales, contando inflación– la cinta virgen y programa). El estudio contaba con una mesa con un falso teléfono y un micrófono, que daban un aspecto similar al de un estudio de TV nacional de la época. La emisora contaba con un radio de emisión de 3 kilómetros a la redonda.

## Cierre
Tras causar mucho revuelo en las altas esferas del Gobierno y en Radiotelevisión Española (el director de Medios de Comunicación del Estado, Francisco Virseda, la calificó de "pirata", todo fue llevado a los juzgados, que ordenaron la clausura del canal para el 25 de marzo. Finalmente, se solventó el caso con la eliminación de la emisora cauriense en favor del monopolio de TVE y la absolución de los involucrados en el proyecto.

## Debate posterior
La influencia llegó a acelerar el debate y aprobación de la Ley del Tercer Canal de Televisión, que se aprobó en diciembre de 1983, y provocó un gran revuelo en la opinión pública, debido a que muchos consideraron que se coartaba la libertad de expresión. Tras las múltiples quejas, Televisión Española abrió un centro de producción territorial en Extremadura en 1989, en vez de hacer el programa regional conjunto de Castilla-La Mancha, Madrid y Extremadura que se llevaba emitiendo desde entonces.
Hasta 2002, Coria no volvió a tener televisión local, con la apertura de Canal Norte TV, iniciativa de la ciudad de Plasencia  (Cáceres), y que cerró en 2010 con el apagón analógico.